# Кюршево
Кюршево — деревня в Вытегорском районе Вологодской области.
Входит в состав Казаковского сельского поселения, с точки зрения административно-территориального деления — в Казаковский сельсовет.

## Общие сведения
Расположена на берегу Онежского озера. Расстояние по автодороге до районного центра Вытегры — 22 км, до центра муниципального образования деревни Палтога — 4 км. Ближайшие населённые пункты — Голяши, Ежины, Палтога.
По переписи 2002 года население — 1 человек.

## Интересные факты
Крестьянин деревни Кюршево Тарасов Андрей Михайлович (1888—?), герой Первой мировой войны, младший унтер-офицер, был награждён военным орденом Святого Георгия 4-й степени.